# Pierre-André Chiappori
Pierre-André Chiappori, né le 5 août 1955, est un économiste, conférencier et homme politique monégasque, titulaire de la chaire E. Rowan et Barbara Steinschneider en économie de l'université Columbia[Quand ?].
Pierre-André Chiappori est conseiller de gouvernement-ministre des Finances et de l'Économie à Monaco, depuis le 18 mars 2024.

## Biographie

### Formation
De 1974 à 1979, Pierre-André Chiappori a été étudiant à l'École normale supérieure et a obtenu son agrégation en mathématiques en 1977 avec une option spéciale en probabilité. Parallèlement, il était étudiant à l’université Paris-Diderot, où il a obtenu une maîtrise en mathématiques en 1975. En 1976, l'université Pierre-et-Marie-Curie lui décerne un DEA en statistique et en 1978 l'université Panthéon-Sorbonne lui donne un nouveau DEA et, en 1981, un doctorat en économie.

### Carrière professionnelle
De 1980 à 1984, Chiappori a été professeur assistant à l’université Paris I avant de devenir maître de conférences à l’EHESS en 1985. Il a ensuite rejoint l'École polytechnique (1989-1997) en tant que maître de conférences en 1989, tout en occupant le poste de chargé de recherche au CNRS, où il a été promu en 1991 au poste de directeur de recherche. En 1992, il a accepté un poste de professeur d'économie à l'ENSAE.
À la suite d'une recommandation personnelle de Gary Becker, de l’université de Chicago, Chiappori, démissionne de l’École polytechnique en 1997 et accepte un poste de professeur d’économie. Après avoir pris une chaire de professeur invité à l'université Columbia en 2004-2005, Chiappori a finalement répondu à un appel de cette université et a succédé en 2005 à la chaire E. Rowan et Barbara Steinschneider en économie.
En outre, Chiappori est rédacteur en chef du Journal of the European Economic Association, du Geneva Papers sur la théorie des risques et des assurances, et de la Review of Economics of the Household et de la Foundations and Trends in Economic Theory. Auparavant, il était rédacteur en chef du Journal of Political Economy (2001-2005), de l'Economic Policy (1988-1990), de Richerche Economiche (1990-1996) et de la European Economic Review (1988-1996).
De plus, il est membre du conseil de la recherche de l'Institut Becker-Friedman pour la recherche en économie et membre du conseil de l'European Economic Association.
L'Académie des sciences morales et politiques lui décerne le prix Zerilli-Marimo en 2010 pour l’ensemble de son œuvre[réf. nécessaire].
Le 26 juin 2017, il est élu à l'Académie des sciences morales et politiques, où il est reçu, le 15 janvier 2019, en présence du prince Albert II de Monaco, qui lui a remis l'épée d'honneur.

### Conseiller de Gouvernement monégasque
Le 13 mars 2024, il est nommé conseiller de gouvernement-ministre des Finances et de l'Économie, à compter du 18 mars 2024.

### Vie privée
Il est marié à Kristina Orfali, une spécialiste de l'éthique médicale ; ils ont un enfant. En plus de la nationalité monégasque, Chiappori a également la nationalité française[réf. nécessaire].

## Recherche
Selon la base de données de publications économiques IDEAS, Chiappori est l’un des économistes les plus performants du classement (classement 205). Parmi les critères tels que nombre d'œuvres ou nombre de citations, il fait partie des 5 % des meilleurs économistes répertoriés dans la base de données. L'article le plus cité de Chiappori s'intitule Rational Household Labor Supply (1988). Dans cet article, il examine l'offre de main-d'œuvre des ménages. Pour ce faire, il conçoit les ménages comme un collectif à deux têtes qui prend des décisions efficaces selon Pareto. Les implications de cette hypothèse sont examinées dans un modèle à trois chiffres qui observe la consommation globale et l'offre de travail de chaque membre du ménage. Si les agents sont supposés être égoïstes, les conditions réfutables peuvent être déduites des perspectives paramétrique et non paramétrique de l'offre de main-d'œuvre du ménage. D'autre part, en supposant que les agents soient altruistes, des restrictions restent dans le contexte non paramétrique; une interprétation utile résulte de la comparaison avec la caractérisation de la demande globale pour une économie privée).

## Décoration
- Officier de l'ordre de Saint-Charles[7]